# Bulbophyllum thwaitesii
Bulbophyllum thwaitesii là một loài phong lan thuộc chi Bulbophyllum.